# Herbert Sulzbach
Herbert Sulzbach OBE (* 8. Februar 1894 in Frankfurt am Main; † 5. Juli 1985 in London) war ein deutscher Autor und Diplomat jüdischer Abstammung, der sich um die Aussöhnung zwischen Großbritannien und Deutschland nach dem Zweiten Weltkrieg verdient gemacht hat.

## Leben
Herbert Sulzbach stammt aus einer Frankfurter Bankiersfamilie. Er wurde als Sohn des Bankiers und Komponisten Emil Sulzbach in Frankfurt am Main geboren. Sein Großvater Rudolf Sulzbach war seit 1855 Bankier und Mitbegründer der Privatbank Gebr. Sulzbach. Herbert Sulzbach wurde zu Hause unterrichtet, besuchte später das Goethe-Gymnasium und von 1906 bis 1908 das Dr. Hoch’s Konservatorium. Am 27. Mai 1919 heiratete er in Frankfurt Margot Rocholl, von der er 1922 geschieden wurde.
Am 19. Juni 1923 heiratete er in Berlin die Nichte zweiten Grades von Otto und Victor Klemperer, Beate Scherk. Sie war Theaterschauspielerin (Residenztheater, Tribüne, Kammerspiele), arbeitete aber auch für den Film (u. a. „Das Geheimnis der grünen Maske“, 1916; „Mein Leopold“, 1924).
Während des Ersten Weltkrieges war Herbert Sulzbach als Artillerist und Frontsoldat vier Jahre im Einsatz.
1938 emigrierte er mit seiner Frau Beate, ihrer Schwester Ruth Ella Scherk und seiner Tochter aus erster Ehe nach England. Gemeinsam mit anderen Migranten wurde das Ehepaar eine Zeit lang als „feindliche Ausländer“ von den Briten auf der Isle of Man interniert. Sein Vermögen und das seiner Familie wurde unterdessen in Deutschland „arisiert“, einigen weiteren Familienmitgliedern gelang die Flucht, andere kamen in Vernichtungslagern um.
1940 schloss sich Sulzbach einem Freiwilligencorps der Britischen Armee an, das zum Ausbau von Verteidigungsanlagen eingesetzt wurde.
Als gegen Ende 1944 immer mehr deutsche Kriegsgefangene auf den Britischen Inseln eintrafen, wurde er als Übersetzer in verschiedenen Lagern eingesetzt. Dort wirkte er vertrauensschaffend bis weit über die Nachkriegszeit hinaus.

## Einsatz für die deutsch-britische Versöhnung
Herbert Sulzbach glaubte an das Gute im Menschen. Er nahm die Gefangenen ernst, unterstützte sie in ihren persönlichen Belangen und half ihnen, sich auf humanistische Werte zu besinnen.
Von Januar 1946 bis Mai 1948 war Sulzbach als Übersetzer und Kulturoffizier im Kriegsgefangenenlager Featherstone Park bei Haltwhistle in Northumberland tätig. Das Lager beim Featherstone Castle, in dem sich ursprünglich italienische Kriegsgefangene befunden hatten, wurde 1944 eingerichtet und bestand bis 1948. Ab 1945 diente es als Lager für deutsche Offiziere. In Übereinstimmung mit der neuen britischen Re-Education förderte er nicht nur die politischen Schulung der Gefangenen, sondern auch eine vielfältige kulturelle und sportliche Betätigung. Darüber hinaus erhielten die Deutschen die Möglichkeit, die Reifeprüfung und Abschlüsse im Handwerk zu erwerben, sowie an der eigens eingerichteten Lageruniversität ein Studium aufzunehmen. und sich so auf das zivile Leben vorzubereiten.
Als Lehrende wirkten u. a. Norman Bentwich (1883–1971), Hochschullehrer an der Hebräischen Universität Jerusalem, Benjamin Britten, Victor Gollancz, Yehudi Menuhin, Basil Liddell Hart, Ivone Kirkpatrick und Harold Nicolson, sowie durch Vorträge Gerhard Leibholz, Martin Niemöller und Hugh Trevor-Roper.
Der Erfolg dieser Maßnahmen war einzigartig. Die meisten Gefangenen ließen sich durch das Entgegenkommen der Briten (es wurde schon früh Freigang erlaubt) für die Ideen der Demokratie und Völkerverständigung gewinnen. Den größten Einfluss schreiben dabei ehemalige Featherstone-Insassen Sulzbach zu, der sich trotz seiner traumatischen Erfahrungen mit Deutschland unermüdlich für „seine“ Leute einsetzte und ihnen ohne Vorurteile entgegentrat.
Unterstützung fand er durch Sir Henry Faulk, den Leiter des britischen Re-education Program und Colonel Charles Geoffrey Vickers, den Lagerkommandanten.
Nach der Auflösung des Lagers Featherstone kamen ehemalige Bewacher und Gefangene immer wieder zusammen und gründeten schließlich 1960 die deutsch-britische Freundschaftsgesellschaft „Featherstone Park Association“, deren Ehrenvorsitzender Sulzbach wurde.
1951 übernahm er den Posten eines Kulturattachés in der deutschen Botschaft in London. Dort engagierte er sich bis zu seiner Verabschiedung 1981 weiterhin auf vielfältige Weise für die deutsch-britische Aussöhnung. Er informierte die britische Öffentlichkeit über Deutschland, unterstützte die Gründung von Städtepartnerschaften und zahlreiche Begegnungs- und Austauschprogrammen.
Herbert Sulzbach wurde 1985 an der Seite seiner Ehefrau Beate auf dem Hampstead Cemetery beigesetzt.

## Auszeichnungen
Herbert Sulzbach erhielt im Laufe seines Lebens zahlreiche Auszeichnungen, darunter das Eiserne Kreuz 1. Klasse, das Europäische Friedenskreuz, den Order of the British Empire und das Große Bundesverdienstkreuz.

## Schriften
- Zwei lebende Mauern. Bernard & Graefe, Berlin 1935.
  - Neudruck: Zwischen zwei Mauern: 50 Monate Westfront. Vowinckel, Berg am See um 1985, ISBN 3-921655-45-5.
  - Englische Übersetzung: With The German Guns. Four Years on the Western Front. Cooper, Barnsley 1973. 1998, ISBN 0-85052-599-3.
- „Inside Featherstone Park“, in Rolf Breitenstein: „Total War to Total Trust“, Oswald Wolf, London 1976.